# マネージ・ソフト
株式会社マネージ・ソフト (Managesoft ,Ltd) は、システムインテグレーター（独立系）。

## 概要
製造業向けに、生産管理・品質管理システムの開発・維持・メンテナンス等。
流通業向けに、販売管理・在庫管理システムの開発・維持・メンテナンス等。
そのほか、スマートフォン環境では、防災用ハザードマップを利用したアプリ開発や、バーコードを利用した商品単品管理システムの開発等。

## 沿革
- 1983年(昭和58年) -マネージ・ソフトを大阪府東区で設立
- 1986年(昭和61年) -本社を山梨に移転
- 2010年(平成22年) -東京事業所を開設
- 2014年(平成26年) -山梨開発室を移設